# ناحیه چورنا
ناحیهٔ چورنا (به مجاری:  Csornai járás) یک ناحیه در مجارستان است که در دیور-موشون-شوپرون واقع شده‌است. ناحیهٔ چورنا ۵۷۹٫۷۷ کیلومتر مربع مساحت و ۳۲٬۹۷۰ نفر جمعیت دارد.